# Yacout El-Soury
Pour les articles homonymes, voir Soury.
Gaber Yacout El Soury (en arabe : جابر ياقوت الصوري ; né à Alexandrie à une date inconnue, où il est mort le 2 juillet 1987') est un joueur de football international égyptien, qui évoluait au poste de défenseur.

## Biographie
Il a participé à la Coupe du monde 1934 en Italie où ils joueront un match contre la Hongrie en 8e de finale, et où ils s'inclineront 4 buts à 2.
Il participa également aux Jeux olympiques de 1928 à Amsterdam, où ils battront la Turquie 7-1 lors du premier match, le Portugal 2-1 au deuxième tour, et s'inclineront 6-0 en demi-finale contre l'Argentine puis 11-3 contre l'Italie lors du match pour la 3e place.